# Orpheus Island
Orpheus Island, il cui nome aborigeno è Goolboddi, è un'isola situata nel mar dei Coralli al largo della costa del Queensland, in Australia, a nord-ovest della città di Townsville. Si trova tra Hinchinbrook Island e Great Palm Island e appartiene al gruppo delle Palm Islands. L'isola costituisce un parco nazionale (Orpheus Island National Park); è lunga circa 12 km, ha una superficie di 13 km² e raggiunge l'altezza massima di 179 m.
Isole adiacenti sono: Pelorus Island 800 m a nord; Fantome Island e Curacoa Island a sud-est.

## Toponimo
Il nome Orpheus fu dato all'isola nel 1887 dal tenente G. E. Richards, in riferimento alla corvetta della Royal Navy HMS Orpheus che affondò al largo della costa occidentale di Auckland, in Nuova Zelanda, il 7 febbraio 1863. Disastro in cui morirono 189 membri dell'equipaggio.